# Kultura minojska

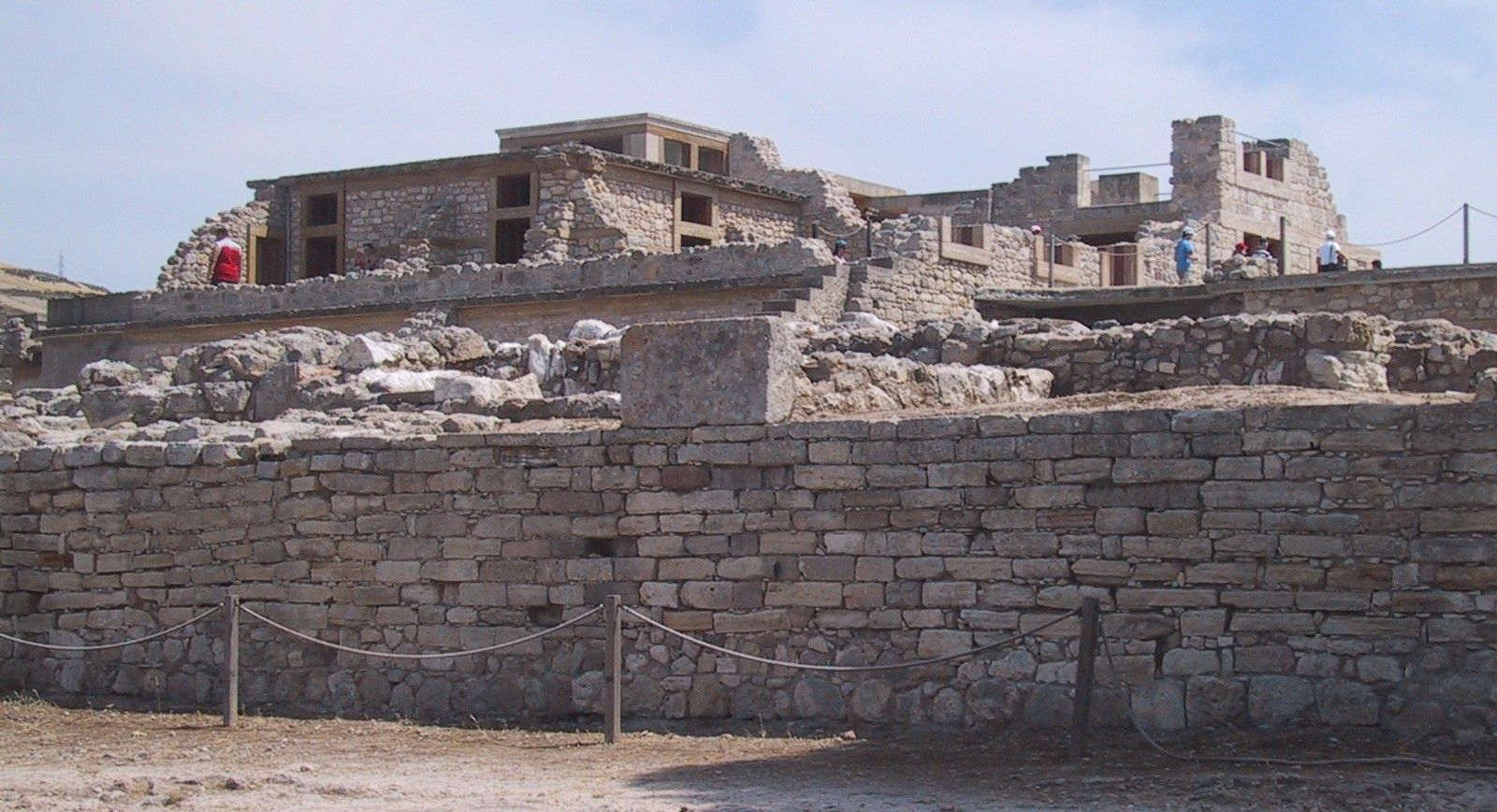
Ruiny pałacu w Knossos

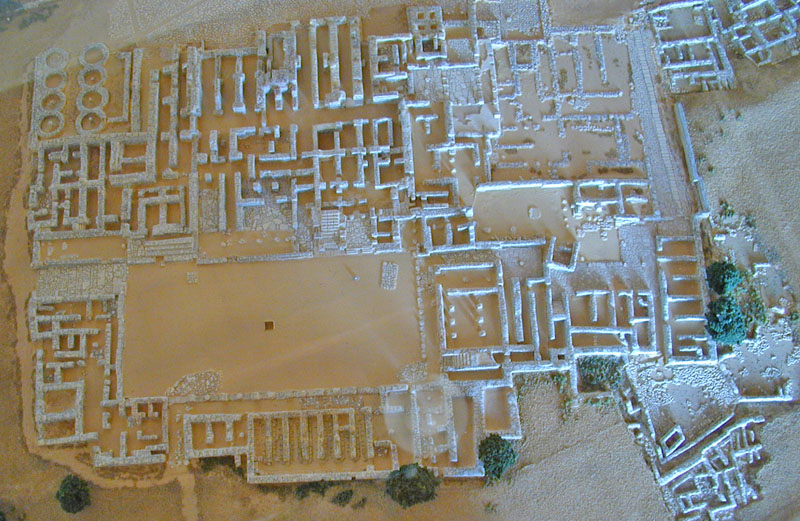
Makieta ruin pałacu w Malii

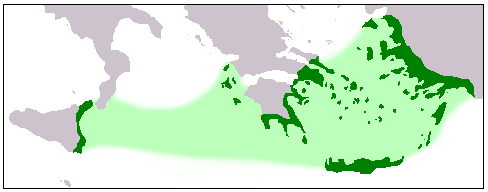
Obszar wpływów kultury minojskiej

Kultura minojska, kultura kreteńska – jedna z najstarszych cywilizacji epoki brązu w obszarze Morza Śródziemnego. Odkryta i poznana dokładniej na początku XX wieku dzięki pracom wykopaliskowym prowadzonym przez archeologa Arthura Evansa w Knossos. Zaczęła kształtować się około 3000 p.n.e. na wyspie Krecie, szczyt rozwoju osiągnęła w tzw. okresie młodszych pałaców (ok. 1675–1450 p.n.e.).
Minojczycy prowadzili handel z wyspami Morza Egejskiego, Grecją kontynentalną oraz z lepiej rozwiniętymi cywilizacjami Bliskiego Wschodu, które stały się także źródłem technologii, inspiracji w sztuce i rzemiośle. Minojskie miasta skupione były wokół wielkich pałaców (największe znaleziono w Knossos, Fajstos, Malii i Kato Zakros), które były nie tylko siedzibą władcy, ale też centrum wytwórczym, magazynem, ośrodkiem kultu. Kreteńczycy posługiwali się kilkoma rodzajami pisma, m.in. pismem linearnym A, które stało się później podstawą dla stworzonego przez Mykeńczyków pisma linearnego B. Z Mykeńczykami byli też silnie spokrewnieni genetycznie. Kryzys cywilizacji minojskiej zapoczątkowały katastrofy naturalne XVI wieku p.n.e. – trzęsienie ziemi i erupcja minojska (koniec XVI wieku p.n.e. lub ok. 1645/1628 p.n.e.). Osłabiona wyspa około 1450 p.n.e. padła ofiarą najazdu Mykeńczyków, którzy zniszczyli większość pałaców.
Do najważniejszych zabytków zalicza się pałac w Knossos (zwany też pałacem Minosa), związany z mitem o Minotaurze, pochodzący z okresu 2000–1570 p.n.e. Pałac pozbawiony jest fortyfikacji, co by wskazywało na okres względnego pokoju, a także na hegemonię tej kultury w tym rejonie.

## Chronologia
Chronologia dziejów cywilizacji minojskiej oparta jest na badaniach archeologicznych ceramiki. Podstawowy system został stworzony przez Arthura Evansa i rozwinięty później przez innych badaczy. Jego podobne wersje stosowane są także dla innych cywilizacji kultury egejskiej. Zakłada on podział dziejów cywilizacji Krety w epoce brązu na trzy okresy: wczesnominojski, średniominojski i późnominojski (od angielskich skrótów oznaczanych EM, MM i LM). Okresy te podzielono w wyniku dalszych badań na mniejsze jednostki. Datowanie zależne jest od tego, czy przyjmiemy chronologię niską lub wysoką (rozbieżności pomiędzy chronologiami dotyczą wątpliwości co do daty wybuchu wulkanu na Thirze).
Poniżej podano daty (wraz z podokresami) dla chronologii niskiej (wysoka w nawiasach):
- Okres starominojski (EM): ok. 3100 (3500) – 2000 p.n.e.

| EM I      | EM IIA    | EM IIB    | EM III    |
| --------- | --------- | --------- | --------- |
| 3100–2650 | 2650–2400 | 2400–2150 | 2150–2000 |

- Okres średniominojski (MM): ok. 2000 – 1600 (1700) p.n.e.

| MM IA     | MM IB          | MM II     | MM IIIA   | MM IIIB   |
| --------- | -------------- | --------- | --------- | --------- |
| 2000–1925 | 1925–1850/1675 | 1850–1675 | 1675–1630 | 1630–1600 |

- Okres późnominojski (LM): ok. 1600 (1700) – 1100 p.n.e.

| LM IA     | LM IB     | LM II     | LM IIIA1  | LM IIIA2  | LM IIIB1  | LM IIIB2  | LM IIIC   |
| --------- | --------- | --------- | --------- | --------- | --------- | --------- | --------- |
| 1600–1500 | 1500–1450 | 1450–1400 | 1400–1365 | 1365–1330 | 1330–1225 | 1225–1220 | 1200–1100 |

Do celów periodyzacji dziejów Krety stosowany jest też system pałacowy, opierający się na fazach istnienia minojskich pałaców:
- faza przedpałacowa (EM I – MM IA)
- faza starszych pałaców (MM IA / IB – MM IIB)
- faza młodszych pałaców (MM IIIA – LM IB)
- faza późnopałacowa (LM II – LM IIIA) – istniał wtedy tylko pałac w Knossos
- faza popałacowa (LM IIIB – LM IIIC)

## Miasta Krety minojskiej

Mapa przedstawiająca stanowiska archeologiczne na terenie Krety

Podczas prac wykopaliskowych odkryto wiele pozostałości osad, cmentarzy i grobowców na terenach całej Krety. Największa ich ilość koncentruje się jednak na centralnych oraz wschodnich obszarach wyspy. Do największych miast należą m.in. Knossos (uważane za największe i najważniejsze miasto cywilizacji minojskiej; odkryte przez brytyjskiego archeologa Arthura Evansa), Fajstos (drugie co do wielkości), Malia, Zakros, Hagia Triada, Kommos.

## Okresy w historii kultury minojskiej

### Przedpałacowy 3000 p.n.e. – 2000 p.n.e.
W tym okresie wytwarzano małe figurki postaci ludzkich wykonywane z gliny, kamienia, czasem kości słoniowej lub muszli. Były to postacie schematyczne, ukazane w pozycjach statycznych.
Cylindryczne pieczęcie zdobione wzorami geometrycznymi, najczęściej spiralami, używane były do znakowania wyrobów oraz własności prywatnych. Wykonywano ozdoby ze złotych blaszek. Ceramikę zdobiły malowane, proste elementy geometryczne.
Osady składały się z domów wznoszonych na planie prostokąta, budowanych z suszonej cegły na kamiennej podmurówce. Domy były podobne do siebie i ściśle do siebie przylegały. Były jakby „posklejane” ze sobą stanowiąc pomieszczenia jednego wielkiego domostwa-osady.
W połowie III tysiąclecia p.n.e. w dolinie Messara pojawiły się najstarsze groby tolosowe, służące jako miejsce pochówku całych rodzin. Przez lata pochowano w nich dziesiątki zmarłych. Przed grobowcami stawiano ołtarze, na których były odprawiane ceremonie ku czci zmarłych.

### Starszych pałaców 2000 p.n.e. – 1700 p.n.e.

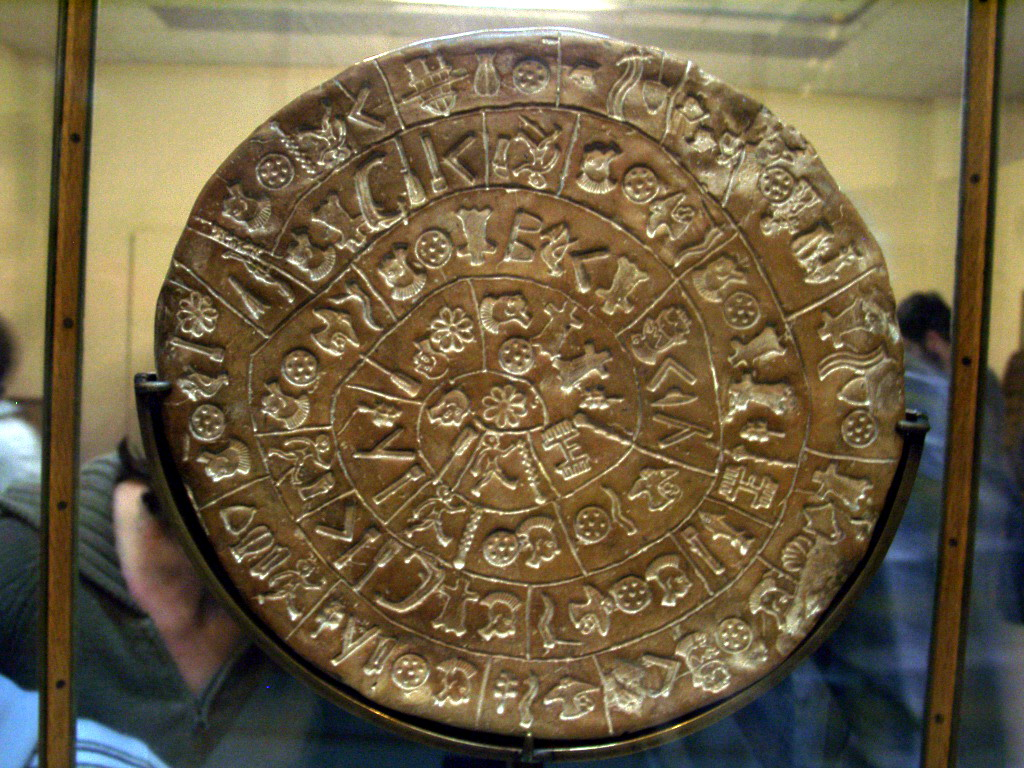
Dysk z Fajstos

Powstały pozbawione murów obronnych, otwarte miasta: Knossos, Fajstos, Hagia Triada, Malia, Gurnia. Zabudowa miast była zwarta. Domy zewnętrzne, w dolnych partiach były pozbawione okien i drzwi. Stanowiły jakby mur obronny.
Powstały pałace w Knossos, Fajstos i Malia. Nie posiadały murów obronnych. Wznosiły się wśród miejskiej zabudowy. W bezpośrednim ich sąsiedztwie pobudowane były domy wysokich urzędników, piętrowe z balkonami. Pałace były siedzibą władcy oraz centrami życia społecznego, politycznego i gospodarczego. Znajdowały się w nich magazyny żywności, składy surowcowe i warsztaty rzemieślnicze. Na potrzeby administracji pałacowej wymyślono pismo linearne A. Przykładem są znaki tego pisma pokrywające dysk z pałacu w Fajstos.
Jest to okres dynamicznego rozwoju sztuki minojskiej. Nadal wytwarzano małe figurki postaci ludzkich, ale tym razem starano się przedstawić je realistycznie. Nadal jednak postaci są statyczne. Realistycznie przedstawiano postaci ludzkie na pieczęciach i naczyniach ceramicznych. W odróżnieniu od figurek, postaci na pieczęciach lub ceramice na ogół znajdują się w ruchu (np. w tańcu, podczas pracy). Dopiero w XVII wieku p.n.e. figurki przedstawione są w pozach „zatrzymanego ruchu”.
Oprócz grobów tolosowych były również groby izbowe, przypominające kształtem prostokątne izby typowych mieszkań. Niektóre z nich miały nawet brukowane otoczenie. Największe miały wymiary 40 × 30 m i otaczano je kolumnadą, zaś ich wnętrza składały się z mniejszych pomieszczeń.
Charakterystyczna dla tego okresu jest pięknie zdobiona ceramika kamaresowa, której nazwa pochodzi od groty Kamares koło Fajstos, będącej pierwszym miejscem jej znalezienia. Produkowano cienkościenne wazy, dzbany i inne naczynia. Dekorowano je bogatymi ornamentami o żywej kolorystyce. Dekoracje malowane były na ciemnym tle w kolorze białym, żółtym, czerwonym, brązowym. Artyści chętnie zestawiali kontrastowe kolory, a ornamenty tworzyli z prostych elementów geometrycznych i stylizowanych motywów roślinnych. Do wyjątków należą przedstawienia figuralne. Dekoracja była tak komponowana, aby podkreślić kształt naczynia. Rzadziej spotykana w tym okresie była ceramika zwana w archeologii egg shell („skorupka jaja”). Są to maleńkie czarki o bardzo cienkich ściankach.
Z nieznanych przyczyn w roku 1700 p.n.e. pałace zostały gruntownie zniszczone. Istnieją różne teorie na temat przyczyny zniszczeń. Najbardziej prawdopodobne jest, że zniszczenia były wywołane przez ogromny wybuch wulkanu na wyspie Santorini, który był połączony z trzęsieniem ziemi.

### Młodszych pałaców 1700 p.n.e. – 1400 p.n.e.

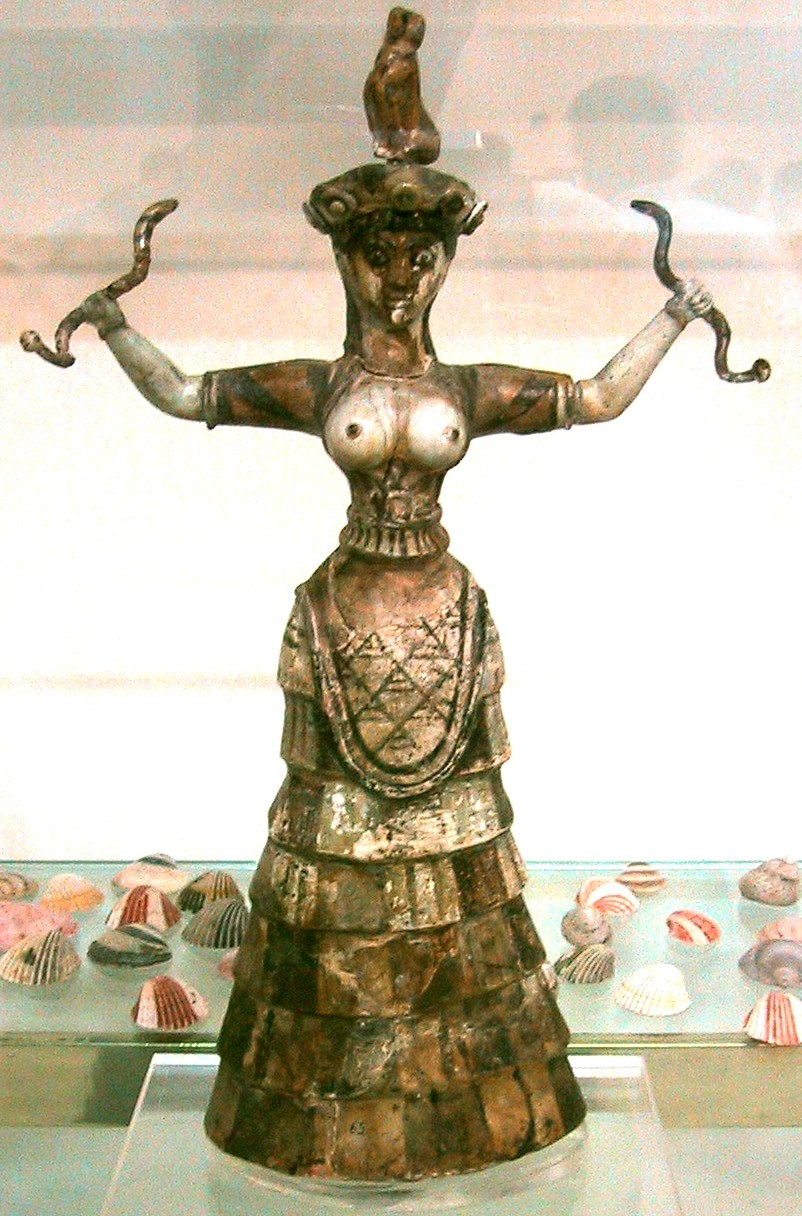
Figurka fajansowa „Wężowej Bogini” lub kapłanki odprawiającej obrządek, Knossos

Nastąpiła szybka odbudowa pałaców. Na ich ścianach pojawiły się niespotykane dotąd duże freski. Malarstwo minojskie było pod silnym wpływem malarstwa egipskiego, zarówno pod względem tematyki, jak i techniki wykonania. Jest to malarstwo naturalistyczne, wiernie odtwarzające naturę. Nie jest to naturalizm w dzisiejszym rozumieniu, stosowanie barw ma charakter często umowny (małpki w kolorze niebieskim). Malowano sceny z życia dworu, uroczystości świeckie i religijne. Do rzadkości należą przedstawienia scen związanych z prowadzonymi wojnami.
Tendencje realizmu w rzeźbie pogłębiły się. Figurki datowane na XVI – XV wiek przedstawiają ludzi w ruchu poprzez wygięcie ciała, ułożenie rąk. Figurki kobiet ubrane są w tzw. stroje dworskie. Ubiór składał się z szerokiej spódnicy i obcisłego kaftanika odsłaniającego piersi. Są to postacie kapłanek lub wyobrażenia boginek. Figurki nadal wykonywano z gliny, fajansu, kości słoniowej oraz brązu.
Pojawiły się kamienne naczynia. Były to wazy zdobione reliefami, oraz rytony (naczynia libacyjne).
W tym czasie Kreta utrzymywała częste kontakty handlowe z Egiptem, Ugarit i Byblos, nie były to jednak kontakty stałe. W 1550 p.n.e. na Melos Kreteńczycy założyli faktorię Filakopi. Stała się ona ośrodkiem handlu z Cykladami.

### Popałacowy 1400 p.n.e. – 1100 p.n.e.
w XV stuleciu p.n.e. nastąpiły zmiany motywów dekoracyjnych w ceramice:
- pojawił się styl morski. Jego nazwa pochodzi od często występujących w nim motywów zwierząt i roślin morskich. Cechuje go naturalizm.
- styl pałacowy, w którym stosowane wcześniej motywy dekoracyjne uległy uproszczeniu, geometryzacji, nabierały cech symbolu.

## Gospodarka
Wielu historyków uważa, że Kreta odgrywała ważną rolę w handlu cyną (stanowiącą jeden ze składników brązu) we wschodniej części Morza Śródziemnego.
Terminy, którymi określa się cywilizację minojską, to: cywilizacja pałacowa (pałac był siedzibą władcy oraz centrum życia społecznego, politycznego i gospodarczego, a zarazem magazynem żywności i surowców oraz ich dystrybucji) oraz talassokracja (określenie na dominację Krety na morzu).
Jednak u podstaw twierdzenia o talassokracji legły przekazy mityczne. Na nich oparli swe przekazy Herodot i Tukidydes. Ich relacje właściwie były interpretacją mitów, dlatego część współczesnych badaczy kwestionuje pogląd o panowaniu Kreteńczyków na morzu. Wskazują oni na następujące realia gospodarcze ówczesnego świata:
- Nie prowadzono wtedy rozległego handlu o rozmiarach decydujących o wszystkich dziedzinach gospodarki.
- Kreta ówczesna nie przeznaczała poważnej części produkcji na zbyt, ponieważ eksport nie był koniecznością żadnej antycznej gospodarki.
- Rzemiosło produkowało więcej niż wymagały tego lokalne potrzeby, ale nie na tyle, aby jego towarowa produkcja miała decydować o gospodarce.
- To samo można powiedzieć o nadwyżkach rolniczych (oliwa).
- Rynek konsumentów nie był dostatecznie duży, aby zaistniał potężny handel oparty na sprzedaży nadwyżek produkcji dóbr.

Tak więc obrót towarowy ze światem zewnętrznym był dla Krety ważny, ale w całokształcie jej ekonomiki stanowił margines. Poglądy o talassokracji minojskiej powstały pod wpływem wiedzy o mechanizmach gospodarki nowożytnej (popartej mitami), przeniesionych w odległą przeszłość, gdy realia gospodarcze były zupełnie inne (ale nie wiemy dokładnie jakie).
Z drugiej strony wpływy kultury minojskiej sięgały na północy wybrzeży Peloponezu, Attyki i Eubei, Itaki, Kefallenii, na wschodzie – Azji Mniejszej (późniejszej Jonii) i Rodos, a na zachodzie – Sycylii i Kalabrii, a do tak rozległych kontaktów potrzebna była flota. Dominacja Krety jest poświadczona w mitach greckich, m.in. o Tezeuszu, o Dedalu. Podczas gdy Mykeńczycy w Grecji lądowej oraz mieszkańcy Cyklad budowali fortyfikacje, na Krecie wszystkie miasta były otwarte, choć wyspy były zamieszkałe i dochodziło między nimi do konfliktów, więc bezpieczeństwo Kreteńczyków mogło się opierać na silnej flocie.